# David Cohen (sospechoso)
Nathan Kaminsky (Imperio ruso, 1865 – Hospital Friern, 20 de octubre de 1889), más conocido por su alias David Cohen, fue un zapatero ruso que vivió en el barrio londinense de Whitechapel en 1888. Según varios expertos, es el sospechoso con más posibilidades de ser Jack el Destripador.

## Biografía
Hablaba yidis y se desconoce cuándo llegó al Reino Unido. Era un zapatero en el barrio pobre de Whitechapel, soltero, que en su tiempo libre vagaba por el East End de Londres y era afín a las meretrices, de donde procedería la enfermedad de sífilis que padecía.
En marzo de 1888 fue internado en el Hospital Real de Londres, diagnosticado con sífilis avanzada y salió de alta en mayo. Se cree que fue en esta época cuando empezó a usar el seudónimo de David Cohen, por la difícil pronunciación para los anglosajones de su nombre de nacimiento y para simular ser británico.
El 7 de diciembre de 1888 fue encerrado en el Asilo Lunático de Colney Hatch y su informe médico declara: «Violentamente antisocial, peligrosamente agresivo, comportamiento misógino y de tendencias destructivas». Durante su reclusión atacó al personal y fue sometido a brutales tratamientos: confinamiento solitario y usar una camisa de fuerza, debiendo ser contenido hasta su muerte en 1889.

## Investigación
En 1888 la policía no acusó a Cohen, pero si buscó a un hombre blanco, judío y obrero. Hoy se cree que los investigadores confundieron a Nathan Kaminsky con el barbero Aaron Kosminski, por la similitud de los apellidos, la etnia de ambos, la misma religión, la condición de obrero y ser pacientes psicóticos.

### Feminicidio de Chapman
La madrugada del 8 de septiembre de 1888, Annie Chapman fue asesinada en el patio de su domicilio en la calle Hanbury a las 5:35 horas. El cadáver fue descubierto veinte minutos después por su vecino John Davis.
La policía tomo declaración a Elizabeth Long, quien instantes antes del crimen observó a la víctima caminando con un hombre en aquel patio. Describió al sujeto como un hombre blanco, de aproximadamente cuarenta años, menor a 1.65 m de estatura y aparentemente judío.

### Feminicidio de Stride
La madrugada del 30 de septiembre de 1888, Elizabeth Stride fue asesinada en la calle Berner a las 00:45 horas. Louis Diemschutz encontró su cadáver 15 minutos después.
A las 00:35 horas el agente de policía William Smith, quien patrullaba por la zona, observó a la víctima con un hombre en la calle Berner. Describió al individuo como blanco, de unos 28 años de edad, de menos de 1.70 m de estatura, con una cervadora negra, de aspecto «respetable» y sosteniendo un paquete envuelto en periódico de aproximadamente 45 cm.
El ataque fue presenciado por Israel Schwartz, quien se asustó y salió corriendo del lugar. En su declaración testimonial, Schwartz describió al asesino como un hombre blanco, de aproximadamente 30 años, con bigote, de menos de 1.70 m de estatura y aparentemente alcoholizado.

### Feminicidio de Eddowes
Casi una hora después, Catherine Eddowes fue asesinada en la Plaza Mitre a las 1:40 horas y el agente de policía James Harvey encontró su cadáver 5 minutos después. En la autopsia Frederick Gordon Brown, el cirujano de la Policía Metropolitana de Londres, dictaminó que el asesino probablemente era un carnicero.
La policía interrogó al mueblero Harry Harris, al comerciante Joseph Lawende y al carnicero Joseph Hyam Levy (primo de Jacob); todos judíos y quienes habían visto a la víctima junto a un hombre a las 1:35 horas. Sólo Lawende pudo describir al varón y lo identificó como un hombre blanco, de menos de 1.70 m de estatura, con barba y bigote, aparentemente obrero y judío.

### Feminicidio de Kelly
La madrugada del 9 de noviembre de 1888, Mary Jane Kelly fue asesinada en su domicilio de la calle Dorset a las 3:00 horas. Thomas Bowyer encontró su cadáver a las 10:45 horas.
La policía interrogó al obrero George Hutchinson, quien se acercó a la comisaría días después y declaró haber visto a Kelly ingresar a su domicilio con un hombre a las 2:05 horas. Si bien hoy se cree que exageró en su testimonio, describió al hombre como blanco, de aproximadamente 35 años, de 1.70 m de estatura, con bigote y aparentemente judío.

### Conclusión
En 1894 un memorándum del subjefe policial, Melville Macnaghten, señaló a los tres principales sospechosos y solo uno de ellos era un extranjero, judío y obrero: Aaron Kosminski (un barbero que fue internado en el Asilo Lunático de Colney Hatch en 1891 y murió allí en 1919). El funcionario confesó que ya no sospechaba de él, debido a que los médicos del manicomio lo describieron como: «Enfermo crónico inofensivo, de vez en cuando molesto, pero no violento, que se recluye cada vez más en su propio mundo».
El comisario Robert Anderson y el inspector en jefe Donald Swanson, comentaron extraoficialmente que el asesino fue identificado, capturado y encerrado en el Asilo Lunático de Colney Hatch hasta su muerte. Su detención no se hizo pública debido a la falta de pruebas necesarias para haber fundado una condena y el caso simplemente se cerró en 1891.

## Acusación contra David Cohen

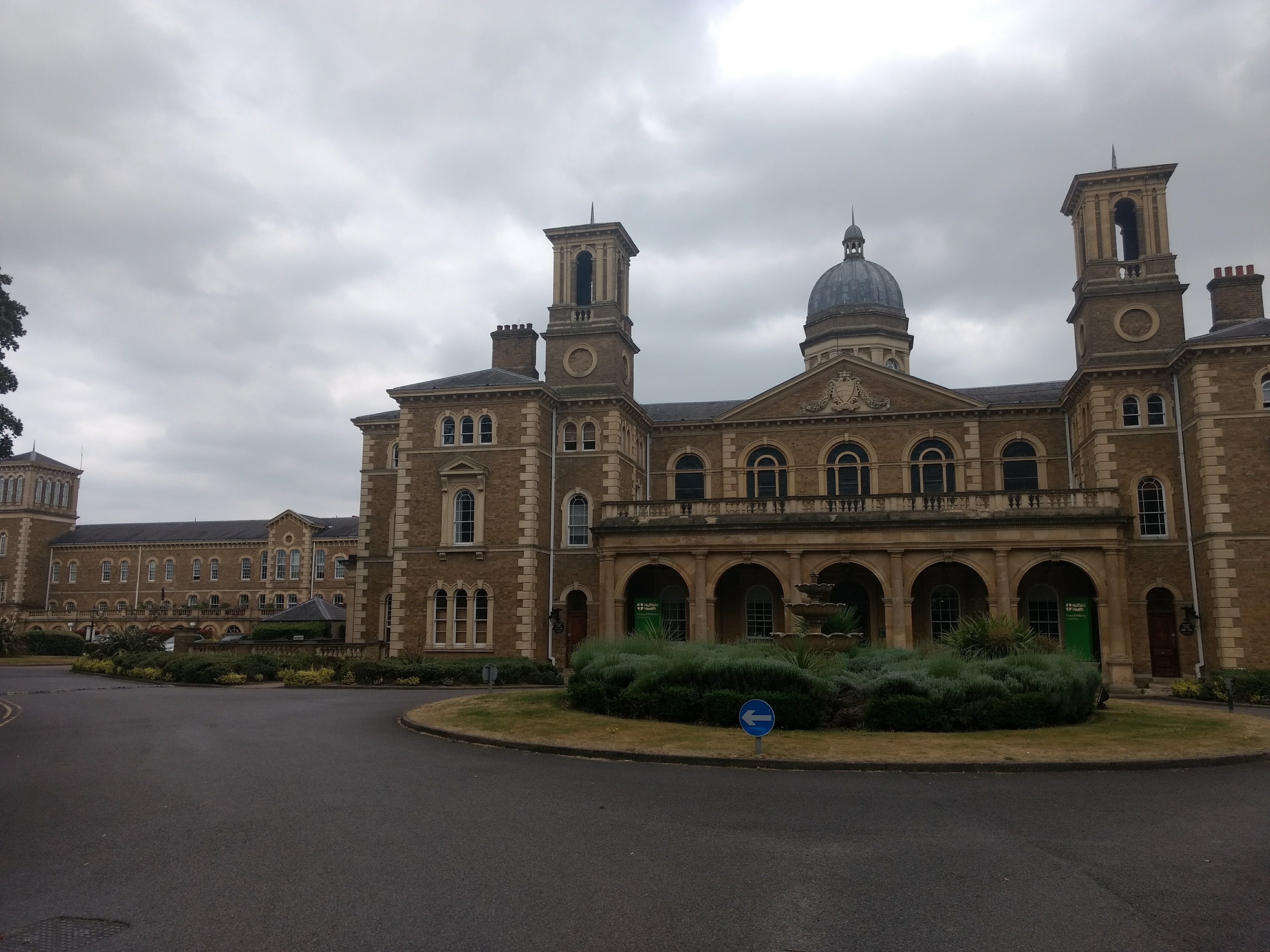
Cohen fue encerrado en el Asilo Lunático de Colney Hatch hasta su muerte.

Nathan Kaminsky coincide con la descripción física declarada por los testigos; hombre blanco, estatura no superior a 1.65 m, barba y bigote, obrero y aparentemente judío. Además, coincide con el perfil criminal del asesino; psicópata, de clase baja y probablemente seropositivo.
A fines del siglo XX David Cohen/Nathan Kaminsky fue señalado como el asesino, desde entonces la investigación de su persona se ha intensificado y sus posibilidades han aumentado al punto de ser considerado el máximo candidato. Hoy se piensa que un hombre con su perfil podría haber usado un seudónimo, seducir a las víctimas, arreglárselas para vestirse bien la noche de los asesinatos y despistar a la policía.

### Tesis

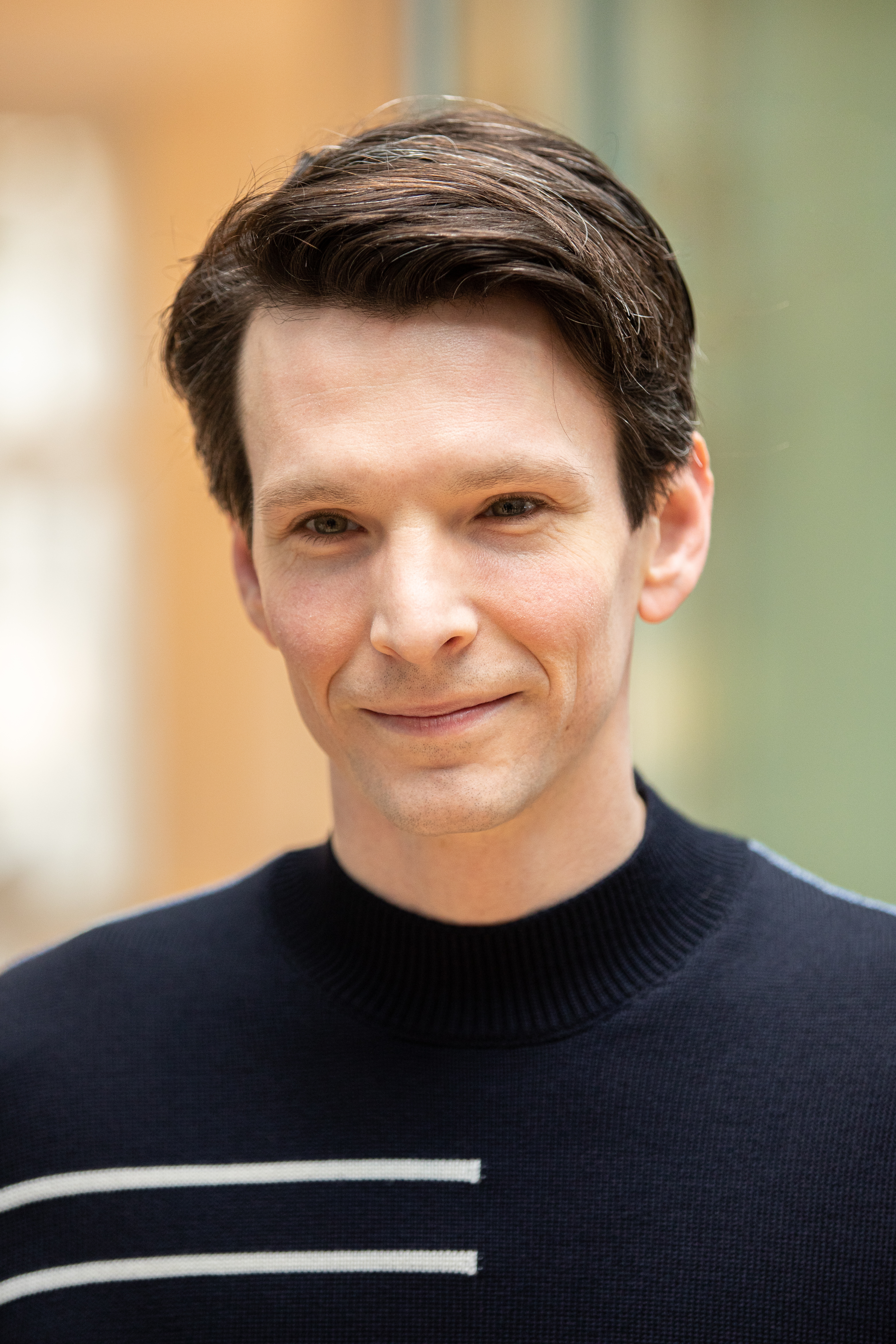
Sabin Tambrea interpretó a Cohen en la película de 2016.

En 1987 el escritor británico Martin Fido, experto ripeólogo, lo propuso en su obra «The crimes, detection and death of Jack the Ripper».

«Lo cual parece ser, que la policía de la época estaba en lo cierto al seguir a un extranjero judío, pero confundió el apellido Kaminsky con Kosminski, quien además usaba el apellido Cohen y esto fue lo que le permitió desaparecer». Martin Fido

En 2001 el estadounidense John E. Douglas, detective del FBI y experto de la perfilación criminal, publicó su obra «The Cases That Haunt Us» donde identifica a Kaminsky como el asesino en serie.

«Los indicios conductuales que se reunieron a partir de los homicidios conducen a alguien conocido por la policía como David Cohen, o alguien muy parecido a él». John E. Douglas

En 2009 se lanzó el videojuego Sherlock Holmes contra Jack el Destripador, donde la investigación propone a un obrero judío como el asesino y destaca que la Scotland Yard cerró el caso en 1891. Pero según este, el asesino fue Jacob Levy.
En los años 2010 con programas de inteligencia artificial se identificó al barrio de Aldgate como el domicilio del asesino, puesto que debió cambiarse en la noche del «doble evento» y salió a refugiarse. Cohen vivía en la Black Lion Yard, en el centro del escenario de los asesinatos.
En 2014 el criminólogo Scott Bonn publicó su libro «Why We Love Serial Killers?», donde identificó al asesino con David Cohen.

## En la cultura popular
- La serie británica Whitechapel, emitida de 2009 a 2013, propone a David Cohen cómo el candidato más posible e incluso el asesino de la historia usa ese nombre.
- El videojuego Assassin's Creed Syndicate, lanzado en 2015, nomina al asesino como un obrero judío y paciente del Asilo de lunáticos; pero sin dar datos de su nombre.
- La película Jack el Destripador, estrenada en 2016, identifica al asesino con David Cohen; pero cambia su oficio por motivos dramáticos.